# Selva (kommunhuvudort)
Selva är en kommunhuvudort i Argentina.   Den ligger i provinsen Santiago del Estero, i den centrala delen av landet, 600 km nordväst om huvudstaden Buenos Aires. Selva ligger 88 meter över havet och antalet invånare är 2 543.
Terrängen runt Selva är mycket platt. Närmaste större samhälle är Ceres, 16,0 km sydost om Selva.
Trakten runt Selva består till största delen av jordbruksmark. Runt Selva är det mycket glesbefolkat, med 4 invånare per kvadratkilometer.